# لستوک رابرت ارسکین
 لستوک رابرت ارسکین (انگلیسی: Lestocq Robert Erskine؛ ۶ سپتامبر ۱۸۵۷ – ۲۹ مهٔ ۱۹۱۶) یک تنیس‌باز اهل بریتانیا بود.